# Nine Mile Point Clean Energy Center

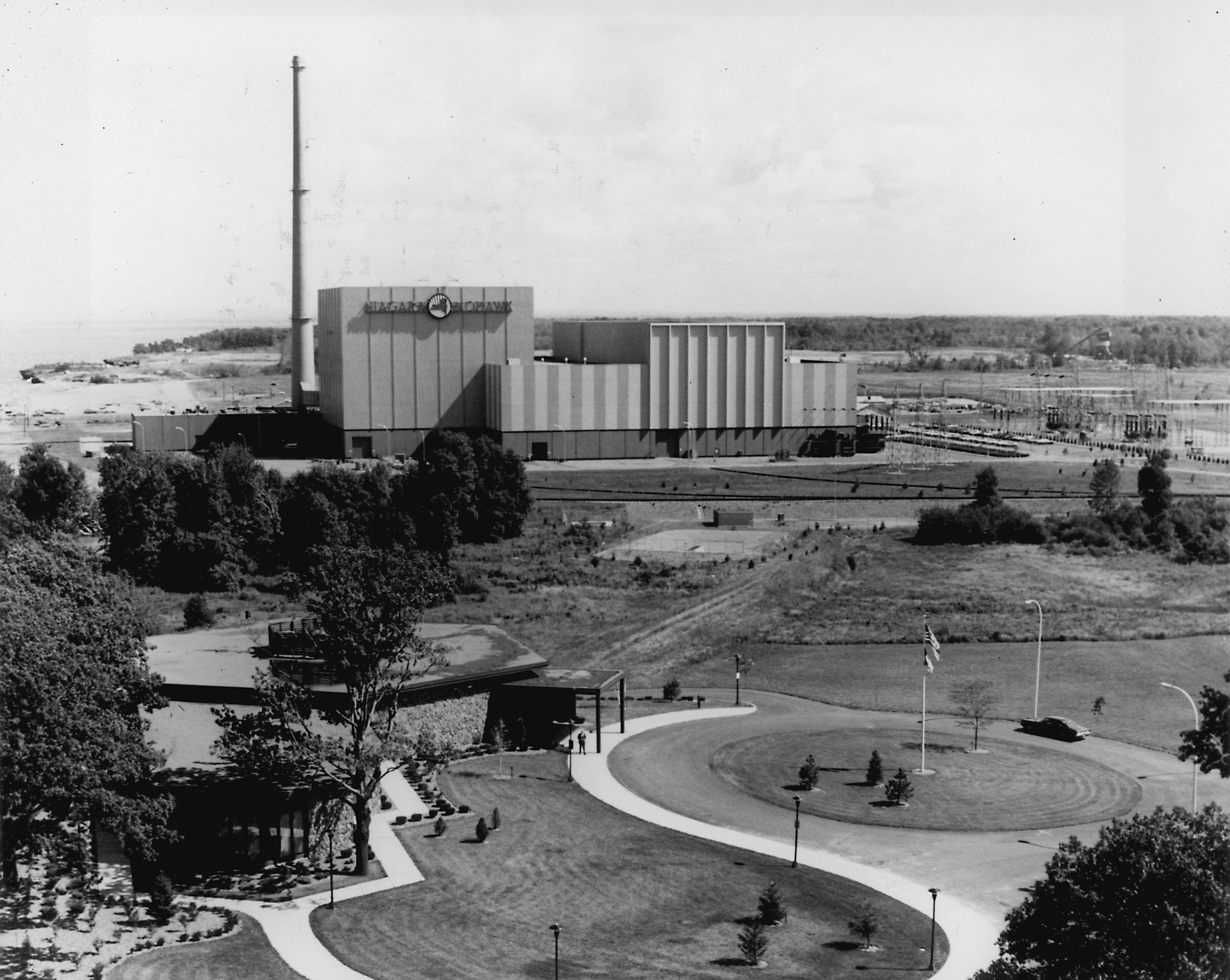
Nine Mile Point Clean Energy Center i slutet av 1960-talet eller på början av 1970-talet.

Nine Mile Point Clean Energy Center är ett kärnkraftverk med två kärnreaktorer som kan producera maximalt 1 907 megawatt (MW) elektricitet, vilket motsvarar elektricitet för fler än 1,2 miljoner bostäder. Kärnkraftsanläggningen ligger på ett 364 hektar (900 acre) stort område i Scriba, New York i USA. Den ligger granne med ett annat kärnkraftverk med namnet James A. FitzPatrick Clean Energy Center. Constellation Energy äger 100% av första reaktorn och 82% av den andra reaktorn. De resterande 16% ägs av det delstatliga Long Island Power Authority.
Kärnkraftverkets första reaktor kom i drift den 1 december 1969 medan den andra gjorde det den 11 mars 1988.